# Tour der australischen Rugby-Union-Nationalmannschaft nach Südafrika 1953
| Tour der Wallabies nach Südafrika 1953 | Tour der Wallabies nach Südafrika 1953 | Tour der Wallabies nach Südafrika 1953 | Tour der Wallabies nach Südafrika 1953 | Tour der Wallabies nach Südafrika 1953 |
| Übersicht                              | S                                      | G                                      | U                                      | N                                      |
| -------------------------------------- | -------------------------------------- | -------------------------------------- | -------------------------------------- | -------------------------------------- |
| Test Matches                           | 04                                     | 01                                     | 0                                      | 3                                      |
| Sonstige Spiele                        | 24                                     | 17                                     | 1                                      | 6                                      |
| Gesamt                                 | 28                                     | 18                                     | 1                                      | 9                                      |
|                                        |                                        |                                        |                                        |                                        |
| Südafrika                              | 04                                     | 01                                     | 0                                      | 3                                      |

Die Tour der australischen Rugby-Union-Nationalmannschaft nach Südafrika 1953 umfasste eine Reihe von Freundschaftsspielen der Wallabies, der Nationalmannschaft Australiens in der Sportart Rugby Union. Das Team reiste von Juni bis Oktober 1953 durch Südafrika und bestritt während dieser Zeit 28 Spiele. Dazu gehörten vier Test Matches gegen die Springboks und ein Spiel gegen eine westaustralische Auswahl zum Abschluss.
John Breckenbridge war als Tourmanager tätig, Johnnie Wallace als dessen Assistent. Die Aufgabe als Mannschaftskapitän übernahm John Solomon, sein Stellvertreter war Nicholas Shehadie. Von den 30 aufgebotenen Spielern stammten 25 aus dem Großraum Sydney, einer aus Newcastle und vier aus Queensland. Die Bilanz der Wallabies war ansprechend: 18 Siegen standen ein Unentschieden neun Niederlagen gegenüber. In den vier Test Matches resultierte ein Sieg über die Springboks. Es handelte sich um die erste Niederlage der Südafrikaner nach 15 Jahren. Die Gäste waren von der gezeigten Leistung derart beeindruckt, dass zwei Spieler den australischen Kapitän Solomon auf ihren Schultern vom Spielfeld trugen.

## Spielplan
- Hintergrundfarbe grün = Sieg
- Hintergrundfarbe gelb = Unentschieden
- Hintergrundfarbe rot = Niederlage

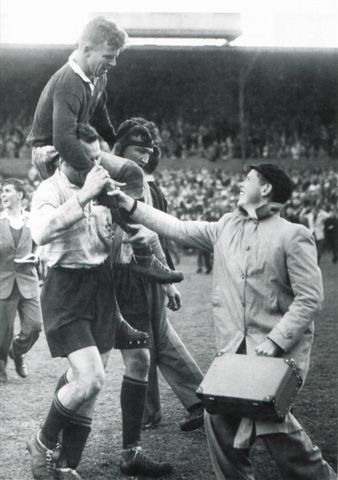
Der Wallabies-Kapitän John Solomon wird von den Springboks getragen

(Test Matches sind grau unterlegt; Ergebnisse aus der Sicht Australiens)
| #  | Datum              | Gegner                         | Ort            | Stadion                 | Ergebnis |
| -- | ------------------ | ------------------------------ | -------------- | ----------------------- | -------- |
| 01 | 20. Juni 1953      | Natal                          | Durban         | Kingsmead Stadium       | 14:15    |
| 02 | 24. Juni 1953      | Combined Northern Universities | Pretoria       | Loftus Versfeld Stadium | 22:14    |
| 03 | 27. Juni 1953      | Transvaal 2nd XV               | Johannesburg   | Ellis Park Stadium      | 20:18    |
| 04 | 01. Juli 1953      | Orange Free State              | Kroonstad      |                         | 3:28     |
| 05 | 04. Juli 1953      | Eastern Transvaal              | Springs        | PAM Brink Stadium       | 15:12    |
| 06 | 08. Juli 1953      | Rhodesien                      | Salisbury      | Old Hararians Ground    | 18:15    |
| 07 | 11. Juli 1953      | Rhodesien                      | Kitwe          |                         | 8:8      |
| 08 | 15. Juli 1333      | Rhodesien                      | Bulawayo       | Hartsfield              | 31:11    |
| 09 | 18. Juli 1953      | Transvaal                      | Johannesburg   | Ellis Park Stadium      | 14:20    |
| 10 | 22. Juli 1953      | Griqualand West                | Kimberley      | De Beers Stadium        | 3:13     |
| 11 | 25. Juli 1953      | Western Province               | Kapstadt       | Newlands Stadium        | 13:11    |
| 12 | 29. Juli 1953      | South Western Districts        |                |                         | 34:11    |
| 13 | 01. August 1953    | Eastern Province               | Port Elizabeth | Boet Erasmus Stadium    | 16:11    |
| 14 | 05. August 1953    | North Eastern Districts        | Burgersdorp    | Newlands Stadium        | 25:6     |
| 15 | 08. August 1953    | Border                         | East London    | Border Ground           | 9:6      |
| 16 | 12. August 1953    | Western Transvaal              | Potchefstroom  |                         | 50:12    |
| 17 | 15. August 1953    | Northern Transvaal             | Pretoria       | Loftus Versfeld Stadium | 11:27    |
| 18 | 22. August 1953    | Südafrika                      | Johannesburg   | Ellis Park Stadium      | 3:25     |
| 19 | 26. August 1953    | Griqualand West                | Kimberley      |                         | 11:6     |
| 20 | 29. August 1953    | Boland                         | Wellington     |                         | 14:13    |
| 21 | 02. September 1953 | South Africa Students          | Kapstadt       | Newlands Stadium        | 5:24     |
| 22 | 05. September 1953 | Südafrika                      | Durban         | Kingsmead Stadium       | 18:14    |
| 23 | 09. September 1953 | Border                         | Queenstown     | Recreation Ground       | 24:13    |
| 24 | 12. September 1953 | Orange Free State              | Bloemfontein   | Springbok Park          | 28:3     |
| 25 | 19. September 1953 | Südafrika                      | Durban         | Kingsmead               | 8:18     |
| 26 | 23. September 1953 | Eastern Province               | Port Elizabeth |                         | 39:17    |
| 27 | 26. September 1953 | Südafrika                      | Port Elizabeth | Crusader’s Ground       | 9:22     |
| 28 | 03. Oktober 1953   | Western Australia              | Perth          |                         | 40:5     |

## Test Matches
| 22. August 1953 | Südafrika | 25 : 3         | Australien           | Ellis Park Stadium, Johannesburg Zuschauer: 72.000 Schiedsrichter: Ralph Burmeister (Südafrika) |
| 22. August 1953 | Versuche: du Rand Lategan Buks Marais Hennie Muller Oelofse Erhöhungen: Buchler Marais Straftritte: Buchler Marais | (11:3) Bericht | Straftritte: Sweeney | Ellis Park Stadium, Johannesburg Zuschauer: 72.000 Schiedsrichter: Ralph Burmeister (Südafrika) |

Aufstellungen:
- Südafrika: Jaap Bekker, Hansie Brewis, Johnny Buchler, Willem Delport, Ernst Dinkelmann, Salty du Rand, Stephen Fry, Chris Koch, Tjol Lategan, Buks Marais, Hennie Muller , Johann Ochse, Johannes Oelofse, Ryk van Schoor, Basie van Wijk
- Australien: John Bosler, Alan Cameron, Jack Carroll, Keith Cross, Robert Davidson, McLaurin Hughes, Garth Jones, Tony Miller, James Phipps, Nicholas Shehadie, John Solomon , Edgar Stapleton, Thomas Sweeney, Murray Tate, James Walsh

| 5. September 1953 | Südafrika                                                | 14 : 18        | Australien                                                                 | Newlands Stadium, Kapstadt Zuschauer: 34.500 Schiedsrichter: Chris Ackermann (Südafrika) |
| 5. September 1953 | Versuche: du Rand Koch Ochse van Wijk Erhöhungen: Marais | (11:3) Bericht | Versuche: Cross Johnson, Jones Stapleton Erhöhungen: Colbert (2) Stapleton | Newlands Stadium, Kapstadt Zuschauer: 34.500 Schiedsrichter: Chris Ackermann (Südafrika) |

Aufstellungen:
- Südafrika: Jaap Bekker, Johnny Buchler, Willem Delport, Ernst Dinkelmann, Salty du Rand, Stephen Fry, Ian Kirkpatrick, Chris Koch, Tjol Lategan, Buks Marais, Hennie Muller , Johann Ochse, Johannes Oelofse, Ryk van Schoor, Basie van Wijk
- Australien: Spencer Brown, Cyril Burke, Alan Cameron, Raymond Colbert, Keith Cross, Colin Forbes, McLaurin Hughes, Brian Johnson, Garth Jones, Tony Miller, James Phipps, Nicholas Shehadie, John Solomon , Edgar Stapleton, James Walsh

| 19. September 1953 | Südafrika                                                           | 18 : 8         | Australien                                               | Kingsmead Stadium, Durban Zuschauer: 32.000 Schiedsrichter: Chris Ackermann (Südafrika) |
| 19. September 1953 | Versuche: D. Bekker J. Bekker Rossouw van Wijk Erhöhungen: Rens (3) | (10:0) Bericht | Versuche: Cross Erhöhungen: Colbert Straftritte: Solomon | Kingsmead Stadium, Durban Zuschauer: 32.000 Schiedsrichter: Chris Ackermann (Südafrika) |

Aufstellungen:
- Südafrika: Dolf Bekker, Jaap Bekker, Johnny Buchler, Willem Delport, Salty du Rand, Stephen Fry, Steve Hoffman, Hennie Muller , Johannes Oelofse, Jan Pickard, Ignatius Rens, Daantjie Rossouw, Ryk van Schoor, Basie van Wijk, Harry Walker
- Australien: Spencer Brown, Cyril Burke, Alan Cameron, Raymond Colbert, Keith Cross, Colin Forbes, McLaurin Hughes, Brian Johnson, Garth Jones, Tony Miller, James Phipps, Nicholas Shehadie, John Solomon , Edgar Stapleton, James Walsh

| 26. September 1953 | Südafrika                                                                                 | 22 : 9        | Australien                                  | Crusader’s Ground, Port Elizabeth Zuschauer: 32.000 Schiedsrichter: Johannes Louw (Südafrika) |
| 26. September 1953 | Versuche: Koch Oelofse Erhöhungen: Rens (2) Straftritte: Rens (2) Dropgoals: Buchler Rens | (9:9) Bericht | Versuche: Stapleton Straftritte: Barker (2) | Crusader’s Ground, Port Elizabeth Zuschauer: 32.000 Schiedsrichter: Johannes Louw (Südafrika) |

Aufstellungen:
- Südafrika: Dolf Bekker, Jaap Bekker, Johnny Buchler, Willem Delport, Salty du Rand, Stephen Fry, Chris Koch, Hennie Muller , Johann Ochse, Johannes Oelofse, Jan Pickard, Ignatius Rens, Daantjie Rossouw, Ryk van Schoor, Basie van Wijk
- Australien: Herbert Baker, Spencer Brown, Cyril Burke, Alan Cameron, Raymond Colbert, Keith Cross, Colin Forbes, McLaurin Hughes, Brian Johnson, Garth Jones, Tony Miller, James Phipps, Nicholas Shehadie , Edgar Stapleton, James Walsh